# 신학교

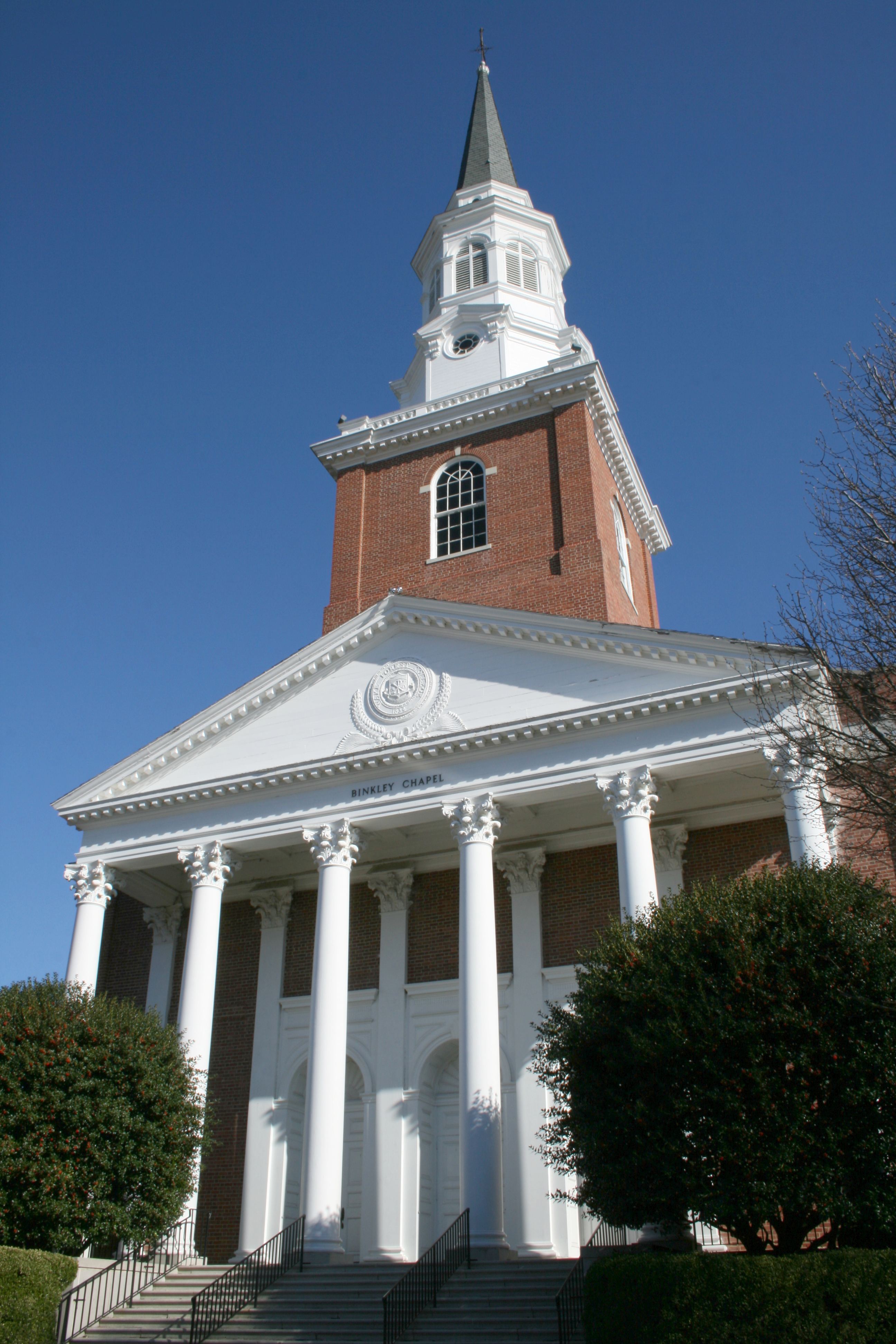

신학교(神學校, Seminary, school of theology, theological seminary, and divinity school)는 기독교 성직자나 신학자를 양성하기 위한 교육기관의 통칭이다. 현재는 신학대학 신학과와 신학대학원으로 구분되며 성직 과정인 신학대학원을 신학교로 칭한다. 신학교는 4세기부터 기독교 성직자를 위한 학교로 도제 방식의 신학 및 성직자 과정 학습을 제공하였고, 16세기 이후로는 현재 학위 중심의 형태로 변화하였다. 학제는 학사로는 신학사(B.Th. 4년)과정, 석사로는 목회학석사(M.Div. 3년)과정, 신학석사(Th.M.)과정, 박사로는 신학박사(Th.D.) 또는 철학박사(Ph.D.) 신학전공, 목회학박사(D.Min.) 과정을 제공한다.

## 신학 학위 과정
현재의 학위 학제의 신학교는 16세기부터 약 600년 동안 발전하며 성직자를 위한 학위과정과 신학 연구자를 위한 학위 과정을 구분하여 신학 교육의 전문 분야를 강화하였다. 즉 전문직인 성직자를 위한 과정과 연구자를 위한 과정으로 구분하여 학위가 구성되었다.
신학사 과정은 인문학 분야 학위나 목회학 석사 준비 과정으로 구분하며, 목회학석사가 기독교 성직자가 되기 위한 과정으로 전문가 육성을 위한 전문대학원 과정이다. 신학석사는 일반 대학원의 과정으로 학술적인 신학 분야를 공부하는 과정이다. 성직자의 자격이 주어지지 않는다. 신학박사 학위는 대체로 기독교 성직자가 박사학위를 받는 과정으로 여겨졌으며, 철학박사 신학 전공은 기독교 성직자 또는 신학 연구자가 받는 학위로 구분되어 있다. 현재 신학박사와 철학박사 전공은 20세기 이전까지는 엄격히 구분되었으나, 현재는 박사 학위명의 차이만 있을 뿐이다.  이 외에 기독교 성직자가 받는 목회자의 실천신학 분야 심화과정으로 전문대학원의 목회학 박사(D.Min.)과정이 있다. 이 과정은 이론신학 분야를 다루지 않으므로, 신학석사(Th. M) 학위가 없어도 목회학석사 과정(M.Div. Eqiv)이상 학위만 있으면 지원할 수 있다.
일반적으로 목회학석사를 마치고 성직자 과정이 시작하며, 신학석사와 신학박사, 철학박사 신학전공 학위는 신학자와 신학교수를 위한 과정이다. 현재는 신학박사(Th.D.)와 철학박사(Ph.D.) 신학 전공의 과정과 학술적인 내용과 수준의 차이점은 없다. 과거에는 철학박사(Ph.D.) 신학 전공 입학은 신학 관련 분야 석사만 있으면 가능했고, 신학박사(Th.D.) 입학은 목회학석사(M.Div.)와 신학석사(Th.M.) 학위가 있는 성직자만 입학 가능했다. 현재 그 구분은 거의 사라졌으며, 단지 대학교의 전통적 특성에 따른 박사학위명으로 구분한다.
일부 미국 신학대학원 가운데는 학제와 상관없이 목회학석사(M.Div.)만으로도 신학박사(Th.D), 철학박사(Ph.D.) 신학 전공 과정의 입학 자격을 부여하거나, 신학석사에게만 입학 자격을 주는 경우가 있다. 통상 독일과 네덜란드 등 유럽권 신학대들은 신학박사(Th.D)를 주고 미국과 캐나다 등 북미권 신학대들은 철학박사(Ph.D.) 신학 전공을 선호한다. 북미의 경우 신학박사(Th.D.)는 신학대학에 적합한 학위로, 철학박사(Ph.D.) 신학 전공은 신학대학을 포함한 일반대학교에서도 수용된다고 인식하여 현재는 철학박사 학위를 선호한다.
- 현재 신학대학교에서는 본래 실용학위였던 목회학박사(D.Min)학위를 신학박사(Th.D in ministry)학위로 대신 하는 추세이다. 그리고 본래 학술 학위였던 신학박사 Th.D를 신학박사 Ph.D(Ph.D in theology)학위로 수여하고 있다. 숭실대학교를 비롯한 일반대학교의 기독교학과 박사과정(Ph.D)의 경우 M.Div, M.A. Th.M 가운데 하나의 석사학위를 취득한 경우 지원이 가능하지만, 신학대학교의 박사과정인(Ph.D)에 진학 하려면 M.Div+Th.M혹은 M.Div+M.A학위를 취득해야 한다.

## 대한민국의 신학 교육
대한민국의 경우 기독교 각 교파에 신학교 과정이 있으며, 1980년대 이후 신학대학원 3년과정 목회학 석사가 신학교의 중심이 되었고, 신학교의 성직자 육성 과정은 신학대학 신학과가 아니라 신학대학원이 중심이 되었다. 신학대학원은 학부 전공이 신학사가 아니어도 학사 학위자가 진학할 수 있는 전문대학원 과정이다. 신학대학은 신학박사 과정과 철학박사 신학전공 과정을 제공한다. 현재 신학박사, 철학박사 신학전공은 목회학 석사 또는 신학석사 취득자면 지원할 수 있으며, 목회학 석사나 신학석사에 대한 입학 차등은 없다.

## 신학교의 구분
- 기독교 계통의 일반 대학교에 설치되어 있는 '신학과' 및 '신학대학원'이 있는 경우 (평택대학교, 연세대학교, 서강대학교, 이화여자대학교, 총신대학교, 장로회신학대학교, 감리교신학대학교, 루터대학교, 삼육대학교, 백석대학교, 서울신학대학교, 안양대학교, 성결대학교, 성공회대학교, 한신대학교, 목원대학교, 칼빈대학교, 협성대학교, 고신대학교 한세대학교, 지역명칭을 가진 가톨릭대학교(대구가톨릭대학교 등) etc.)
- 대학원만 있는 경우 (합동신학대학원대학교, 서울성경신학대학원대학교, 웨스트민스터신학대학원대학교 계약신학대학원대학교 등)
- 문화체육관광부에 등록되어 있는 교단 또는 독립 형태의 종교교육기관으로 등록하여 '신학과'와 '목회자양성 과정'이 있는 신학교 또는 신학연구원의 경우 (한국장로회신학교 (KPTS), 고려개혁신학연구원, 독립개신교회신학교 등)

## 같이 보기
- 신학자
- 목사
- 신학대학원